# Joan Baptista Maltés
Joan Bautista Maltés (Alacant, 6 d'abril de 1646 - Gandia, 14 de gener de 1712) fou un religiós, jesuïta, cronista i historiador valencià.
Entrà a la Companyia de Jesús el 1662. Passà tota la seva vida investigant sobre teologia i historia, però la seva gran passió fou la història local. Dirigí i fou Superior de la Residència dels Jesuïtes d'Alacant. Va escriure dues obres: Mulier Apocapalyptica, litteraliter, historicè, panegirycè, o moraliter illustrata, amb una interpretació de l'Apocalipsi, i Dissertaciones, y Historia de la Ciudad de Alicante. Destaca per haver iniciat la Crònica sobre la ciutat d'Alacant, que va acabar i ordenar el seu company d'Orde Lorenzo López, titulada Ilice Ilustrada: Hª de las antigüedades, grandezas y prerrogativas de la muy noble, fidelisima y siempre fiel ciudad de Alicante.